# Фосселер, Юлиус
Юлиус Фосселер (Julius Vosseler) — немецкий зоолог.
Родился в 1861 году. С 1881 года изучал естественные науки сначала в Штутгартском политехникуме, а затем в Тюбингене. В 1885 году получил степень доктора философии; занимал сначала должность ассистента в различных кабинетах. С 1893 года начал читать лекции зоологии, эмбриологии и гистологии при Политехническом институте, в 1898 году назначен профессором того же института. В течение трёх лет посещал зоологическую станцию в Неаполе, где начал по поручению станции обработку отряда Hyperiidea (Amphipoda) Неаполитанского залива. Кроме этого, предпринял четыре путешествия в Алжир и Тунис с целью изучения биологии и явлений приспособления у пустынных животных, преимущественно прямокрылых насекомых, а также их географического распространения.

## Труды
- «Die freilebenden Copepoden Württembergs und angrenzender Gegenden» («Jhrshft. Ver. vaterl. Naturk.», 1886);
- «Die Stinkdrüsen der Forficuliden» («Arch. f. micr. Anat.», т. 39);
- «Untersuchungen uber glatte und unvollkommen quergestreifte Muskeln der Arthropoden» (Тюбинген, 1891);
- «Beiträge zur Orthopterenfauna Oran’s» (Westalgerien) (вместе с Крауссом, «Zool. Jahrb.», 1896);
- «Die Amphipoden der Planktonexpedition. I. Hyperiidea» (в сочинении «Ergebnisse der Planktonexpedition der Humboldtstiftung». 1901).